# 原田國男
原田 國男（はらだ くにお、1945年2月26日 - ）は、日本の裁判官。東京高等裁判所部総括判事を最後に定年退官。刑事を専門とする。神奈川県立湘南高等学校卒業。東京大学卒業。2007年慶應義塾大学博士（法学）。

## 人物
刑事裁判における量刑研究の第一人者として知られており、この分野に関して多数の論文を発表している。法務省刑事局付検事として刑法の全面改正に従事した。
ジャーナリストの池添徳明は「原田裁判長は希有の存在と言える。しかし、原田氏のような裁判官が珍しい存在だという日本の裁判所は、どう考えても正常ではない。」と季刊『冤罪File』（キューブリック） 2008年9月号で述べている。
曾祖父は宮崎県知事などを務めた永峰弥吉であり、弥吉のいとこに川路聖謨がいる。

## 経歴
- 1967年4月-1969年　司法修習（21期）
- 1972年 法務省刑事局付検事
- 1978年 福岡地方裁判所判事
- 1981年 東京高等裁判所判事
- 1984年 名古屋地方裁判所判事
- 1987年-1991年3月　最高裁判所調査官
- 1991年4月-5月　東京高等裁判所判事
- 1991年5月-1995年3月　東京地方裁判所部総括判事判事
- 1995年4月-1998年3月　東京地方裁判所八王子支部部総括判事判事
- 1998年4月-1999年6月　東京高等裁判所判事
- 1999年6月-2000年1月　水戸家庭裁判所所長
- 2000年1月-2001年9月　水戸地方裁判所所長
- 2001年9月-　東京高等裁判所部総括判事
- 2010年2月　定年退官
- 2010年4月 第一東京弁護士会弁護士登録、田辺総合法律事務所パートナー、慶應義塾大学大学院法務研究科客員教授
- 2015年11月　瑞宝重光章受章。

## 主な担当事件
- 東京高裁において、西武新宿線における痴漢事件の被告人に対し逆転無罪の判決を下した。この際、原田判事は判決文で警察・検察の杜撰な捜査を厳しく批判した。（2006年3月8日）
  - 『被害者が当初必ずしも確信が無かったのに、本件起訴に至ったのは、前述したように、警察官がずさんともいえる犯行再現などにより、強引なまでに被告人の弁解を封じて一顧だにしないという態度をとったためであり、このため、被害者は、次第に被告人が犯人だと確信するようになってしまったということができるのである。被告人と被害者との言い分を当初から冷静に吟味すれば、あるいは本件は起訴に至らなかった事案ではないかと考えられる。被告人が本件起訴後に受けた数多くの苦難を考えるとき、この種事案を、たかがちかん事件と扱うのではなく、当然のことながら、慎重な上にも慎重を期した捜査を経た上での起訴が必要というべきである。』（判決文より抜粋）
- 東京高裁において、芸能事務所社宅の共同ドアを蹴破りそこから侵入したとして、器物損壊の罪に問われた女性タレント・小桜セレナに対し逆転無罪の判決を下した。この際、原田判事は、原審において検察が被告人の有罪を立証するのに用いたドア穴に付着した繊維の色の不自然さに注目した。原審では、芸能事務所が、タレントが着ていたのは「緑色のジャケット」と供述。事件10日後になって「緑色の繊維が付着している、採取して欲しい」と更に芸能事務所から通報があり、ドア穴に付着した「緑色の繊維」を採取し証拠とした為、有罪判決が下された。しかし、控訴審においては、原田國男裁判官が、原審で検察が不同意し採用できなかった直接証拠のうちの一つである「事件当日警察署が撮影した紫色のジャケットを羽織り頭部などを負傷した女性タレントの写真」を、証拠として採用した。紫色が緑色に見えていた証人は再尋問され、緑色の繊維が付着していた事自体不自然であると判断した検察側が、自らこの緑色の繊維を証拠撤回した。これにより、原田國男裁判官は、原審の不自然さを指摘し、検察の立証を批判した。（2008年3月3日）
- 2003年9月、東京高裁において池袋通り魔殺人事件の控訴を棄却した。

## 著書
- 『量刑判断の実際〔第3版〕』（立花書房、2008年、初版2003年）（慶應義塾大学に対する博士学位請求論文）
- 『裁判員裁判と量刑法』成文堂、2011年。
- 『逆転無罪の事実認定』勁草書房、2012年。
- 『裁判の非情と人情』岩波新書、2017年。第65回日本エッセイスト・クラブ賞受賞作

### 共編著
- 『刑事裁判の理論と実務 中山善房判事退官記念』川上拓一,中谷雄二郎共編 成文堂 1998
  - 「上訴審の量刑審査基準」
- （川端博、西田典之、三浦守と共編）『裁判例コンメンタール刑法』1-3巻（立花書房、2006年）
- 『大コンメンタール刑事訴訟法』全11巻 河上和雄,中山善房,古田佑紀, 河村博,渡辺咲子共編 青林書院 2010-17

記念論文集
- 『新しい時代の刑事裁判 原田國男判事退官記念論文集』判例タイムズ社 2010